# Alfred Loisy
Alfred Firmin Loisy (Ambrières, 28 de febrero de 1857-Ceffonds, 1 de junio de 1940) fue un sacerdote, teólogo y exégeta católico francés. Conocido por su participación en el movimiento modernista de la Iglesia católica, su obra contribuyó a abrir camino a la aplicación del método histórico-crítico para la exégesis de la Biblia.
Excomulgado en 1908, al año siguiente obtuvo la cátedra de Historia de las Religiones en el Collège de France.

## Vida
Cursó la carrera sacerdotal y estudió teología en el seminario de Châlons donde fue ordenado en el año 1879. Dos años más tarde continuó sus estudios de teología en el Instituto católico de París donde se especializó en cultura oriental. Allí conoció a Ernest Renan.
En el año 1882 logró acceder a la cátedra de hebreo en el mismo Instituto y desde 1889 fue profesor de Antiguo Testamento. Destituido en el año 1893, se trasladó a Neuilly donde se desempeñó como capellán y profesor de religión. 
Durante el año 1908 fue excomulgado de la Iglesia católica y al año siguiente fue contratado como profesor en el Colegio de Francia donde enseñó hasta el año 1926. 
En el año 1932, todas sus obras fueron puestas en el Índice.

## Modernismo
A principios del siglo XX, el papa León XIII, para combatir el racionalismo, la exégesis protestante y la simpatía por ambos movimientos de parte de algunos eruditos católicos, publicó  la carta apostólica Vigilantiae (30 de octubre de 1902) que establecía la Comisión Bíblica Pontificia, encargada de garantizar la ortodoxia de los estudios bíblicos.

### El Evangelio y la Iglesia
Loisy, impresionado por el libro del exégeta racionalista Adolf von Harnack: La esencia del cristianismo (Das Wesen des Christentums, 1900), publicó en 1902 su respuesta bajo el título de L'Évangile et l'Église. En esta obra, Loisy escribió un párrafo a menudo interpretado de manera errónea: «Jesús anunció el Reino, y fue la Iglesia la que vino», (“Jésus annonçait le Royaume, et c'est l'Église qui est venue”). Con esta frase, pretendía desmentir la interpretación de Harnack según la cual había una discontinuidad fundamental entre el mensaje de Jesús y los dogmas de la Iglesia. En efecto, Loisy afirma:

Jesús anunciaba el Reino, y fue la Iglesia la que vino. Vino ampliando la forma del Evangelio, que era imposible mantener tal como estaba, una vez que el ministerio de Jesús había sido cerrado por la Pasión. No hay institución en la Tierra ni en la historia de los hombres cuya legitimidad y valor no puedan ser discutidos, si postulamos como principio que nada tiene derecho a existir sino en su estado original. Este principio es contrario a la ley de la vida, que es un movimiento y un esfuerzo continuos para adaptarse a condiciones siempre cambiantes y nuevas. El cristianismo no ha escapado a esta ley, y no se le debe culpar por haberse sometido a ella. No podía hacer otra cosa.
Alfred Loisy, L'Évangile et l'Église

El objeto del libro, según las memorias de Loisy, era acercar al católico a las discusiones de la exégesis más reciente y demostrar que la Iglesia era un desarrollo evolutivo del Evangelio, en cuanto tal no solamente necesario, sino legítimo.

Este libro tuvo una historia singular. Publicado por primera vez en en octubre de 1902 como una defensa del catolicismo contra las teorías y críticas de un sabio protestanteAdolf von Harnack (Dorpat 1851 - Heidelberg 1930), fue el principio de una cadena de condenas que al final condujeron a su autor fuera de la Iglesia católica. Escrito sin ninguna pretensión literaria y sin poder prever la tempestad que levantaría, retirado durante un tiempo de las librerías y prohibida su lectura durante mucho tiempo a los fieles por las autoridades eclesiásticas, tuvo a pesar de todo cuatro ediciones habiéndose agotado también esta última.
[...] La doble finalidad que tenía era, por un lado, instruir sin rupturas al clero católico sobre el estado real del problema de los orígenes cristianos, demostrando contra la crítica protestante[...] El autor creía poder mantener el valor substancial de la enseñanza cristiana y dejaba a la Iglesia, esto es, a sus representantes más autorizados, ya sea por su situación o por sus luces, la responsabilidad de orientar su enseñanza en la dirección que las circunstancias parecían exigir.El autor pretendía mantenerse lo más cercano posible al catolicismo tradicional y no sacrificar de él sino aquello que parecía irremediablemente condenado.
Alfred Loisy, L'Évangile et l'Église (5° edición, 1930) prefacio.

Sin embargo, no fue entendido así y pronto surgieron críticas de los círculos de la ortodoxia católica. El abate Hippolyte Gayraud, en el periódido «L'Univers» el 31 de diciembre de ese mismo año, seguido del cardenal Richard, que el 17 de enero de 1903 condenaba oficialmente el libro porque, además de no tener imprimatur, «sacude gravemente la fe de los fieles en los dogmas fundamentales de la enseñanza católica".
En una carta fechada el 3 de febrero, Loisy respondió al cardenal Richard que se "inclinaba" ante el juicio dictado "según su derecho episcopal", pero aclaraba que, "quienes lo interpretaron se pusieron en un nivel completamente diferente de aquel en el que[...] me había puesto para escribirlo». De hecho, se trataba de una sumisión más aparente que real, pero el cardenal no pareció comprenderlo y, en todo caso, el órgano de la arquidiócesis parisina, la «Semaine religieuse», publicó la carta suprimiendo la parte final, por lo que la postura de Loisy parecía ser de completa sumisión.
El 20 de julio murió León XIII y el 4 de agosto lo sucedió Pío X. El 5 de octubre aparecieron en las librerías cuatro nuevos libros de Loisy: la segunda edición de L'Evangile et l'Eglise, aumentada con dos capítulos, Autour d'un petit livre, que era su apología, Le Quatrième Evangile y Le Discours sur la Montagne.

### Apología
«En torno de un pequeño libro» (Autour d'un petit livre) se divide en siete cartas. En la primera, Loisy afirmaba que «Dios no es una figura de la historia» y que «Jesús no entró como Dios sino como hombre en la historia de los hombres»; en la segunda, argumentaba que la crítica académica debía permanecer independiente del escrutinio teológico; en la tercera, explicaba cómo y por qué el contenido de los evangelios, especialmente el del cuarto, no podía ser considerado un texto de historia; en la cuarta carta exponíoa la consolidación de la cristología ortodoxa. 
En la quinta carta, Loisy subraya cómo los Evangelios atribuyen el fundamento de la Iglesia a Cristo resucitado. Así, la Iglesia no fue establecida por Jesús «viviendo en la carne», sino que nació de la fe en Cristo glorificado. De aquí derivó Loisy que la naturaleza de la autoridad, de la Iglesia, no podía consistir en un poder absoluto, sino en un apostolado de educación social.
La sexta carta critica la idea de que los dogmas son inmutables, contradicha por la historia misma de los dogmas, «La relativa insuficiencia y la relativa perfectibilidad de las fórmulas dogmáticas están atestiguadas por la historia« y hoy -señala Loisy- «hay una fractura entre el conocimiento que los individuos tienen del hombre y del mundo y el que les proporciona la doctrina católica».
En la séptima carta, que trata de los sacramentos, Loisy explica cómo incluso los ritos seguramente atestiguados en las comunidades cristianas primitivas, el bautismo y la cena eucarística, no habían sido instituidos por Cristo. Los decretos del Concilio de Trento habían establecido simplemente una interpretación, elevada a dogma, de la institución sacramental, que no correspondía a los hechos reales de Jesús ni al pensamiento de la Iglesia de los apóstoles.
Dado el gran escándalo que provocó el libro anterior, su sucesor: «El Cuarto Evangelio» hizo menos ruido, aunque llegó a conclusiones inéditas para la exégesis católica de la época. El evangelio no podía ser atribuido al apóstol Juan, ni la doctrina contenida en él podía ser referida a Jesús: ese evangelio no era un relato de su vida y de su predicación, sino un producto de la mística cristiana.

### La condena
El 16 de diciembre de 1903, el Santo Oficio colocó siete libros en el Índice; dos del presbítero Albert Houtin y cinco de Loisy: «La Religión de Israel» (La Religion d'Israël), «Estudios evangélicos» (Etudes évangéliques), el ya mencionado «El Evangelio y la Iglesia», su defensa: «En torno a un pequeño libro» y «El Cuarto Evangelio». El decreto fue comunicado oficialmente a la arquidiócesis de París el 30 de diciembre, junto con una carta de la Secretaría de Estado del Vaticano, redactada por Rafael Merry del Val, en la que se indicaban sumariamente «los graves errores” de dichas obras.
El 31 de diciembre, el cardenal Richard informó a Loisy del decreto y de la carta esperando, escribió, «auctor laudabiliter se subjecit», es decir, su sumisión, y Loisy le respondió el 5 de enero de 1904, informándole que enviaría el secretario de Estado «el acto de mi adhesión a la sentencia de las SS. Congregaciones". Richard entonces se apresuró a publicar la noticia de su "sumisión" en la Semaine religieuse del 9 de enero.
El 11 de enero, Loisy escribió al cardenal Merry del Val. Suponiendo que aceptaba el decreto con respeto y además condenaba todo lo reprochable que pudiera haber en sus escritos, añadía: «mi adhesión a la sentencia de las SS. Congregaciones es puramente disciplinario. Me reservo los derechos de mi conciencia y no pretendo someterme al juicio pronunciado por la Sagrada Congregación del Santo Oficio, ni abandonar o abjurar de las opiniones vertidas por mí como historiador y exégeta crítico [...] son la única forma en que puedo representarme la historia de los libros sagrados y la de la religión".
Evidentemente, Loisy no se había retractado de nada y también había "evitado intencionalmente la fraseología obsequiosa, grasienta y forzada que es habitual en circunstancias similares". Por lo tanto, fue convocado el 23 de enero al cardenal Richard, quien le leyó la respuesta de Merry del Val. Este último exigió, en nombre de Pío X, la retractación inmediata e incondicional del contenido de los cinco libros colocados en el Índice, bajo pena de excomunión. Loisy respondió a Merry del Val el 26 de enero. Escribió que no pensaba que "se le pudiera pedir la retractación pura y simple de todo un complejo de ideas que [...] se refiere a múltiples órdenes de saber sobre los que el magisterio eclesiástico no se ejerce directamente". Y concluía: "Acepto, monseñor, todos los dogmas de la Iglesia y [...] yo también condeno lo que pueda ser reprobable, en esos libros, en términos de fe".
Una vez más Loisy no había aportado la retractación solicitada por la Santa Sede, y él mismo era consciente de ello, tal como había escrito la palabra acepto "a propósito de no decir: creo firmemente".[64] El 8 de febrero, el cardenal Richard comunicaba a Loisy una nueva carta de Merry del Val, fechada el 5 de febrero, en la que se decía que la obstinación de Loisy había "aumentado el dolor del Santo Padre» quien, sin embargo, no queriendo «volver a desesperar de él, lo hizo amonestar por segunda vez». La respuesta de Loisy a Richard, fechada el 10 de febrero, fue esta vez muy clara: "No podría sinceramente llevar a cabo una retractación pura y simple que implicara el abandono de mis puntos de vista históricos".

A una nueva carta, muy moderada, que le escribió el 21 de febrero el arzobispo de París instándolo a "someterse pura y simplemente", Loisy respondió brevemente el 23 de febrero que solo podía reiterar lo que ya había escrito al cardenal Merry del Val. Luego, el 28 de febrero, Loisy decidió escribir directamente a Pío X:
«[...] Quiero vivir y morir en la comunión de la Iglesia Católica. No quiero contribuir a la ruina de la fe en mi país. No tengo poder para destruir el resultado de mis obras en mí mismo. En lo que de mí dependa, me someto a la sentencia dictada contra mis escritos por la Congregación del Santo Oficio. Para certificar mi buena voluntad y reconciliar las almas, estoy dispuesto a abandonar la enseñanza que profeso en París y suspenderé también las publicaciones científicas que tengo en preparación [...]»
El Papa respondió al cardenal Richard con una carta en italiano que el arzobispo, después de haber convocado a Loisy el 12 de marzo, le tradujo oralmente. Papa Sarto planteó que la carta de Loisy, que estaba dirigida a su corazón, "no vino del corazón"; en todo caso, consideraba positivas las intenciones allí expresadas por Loisy, «pero todas estas declaraciones quedan anuladas por la afirmación explícita de no poder renunciar al resultado de sus investigaciones». Por tanto, juzgó "absolutamente necesario que, al confesar sus errores, se sometiera, plenamente y sin restricciones, a la sentencia pronunciada por el Santo Oficio contra sus escritos". Concluyó que la Iglesia no le impuso silencio, sino que lo invitó a seguir escribiendo en defensa de la tradición, según el precepto dado por san Remigio a Clodoveo: «Succende quod adorasti et adora quod incendisti».
Loisy relata la indignación que suscitaron las palabras del pontífice, que le exigió defender como verdadero lo que creía falso y combatir como falso lo que creía verdadero. La conversación con el cardenal fue trepidante: Loisy le explicó a Richard que era absurdo pedirle que se retractara de "dos mil páginas impresas, de temas tan diferentes" y que los resultados de sus estudios fueran simples listas de hechos y conjuntos de deducciones, no tesis dogmáticas, mientras que para el cardenal, Loisy estaba poseído por el orgullo del historiador que no tomaba en cuenta los efectos "perniciosos" de sus escritos.
De vuelta en su casa de Bellevue, por la tarde, Loisy se reunió con su amigo François Thureau-Dangin, asiriólogo del Louvre y exalumno suyo en el Institut catholique. Acordaron juntos escribir una última carta, sin expresar ninguna reserva sobre los errores a condenar. La carta, que fue entregada por Thoureau-Dangin al arzobispado ese mismo día, era muy breve: «Declaro a Vuestra Eminencia que, en espíritu de obediencia a la Santa Sede, condeno los errores que la Congregación del Santo Oficio ha condenado en mis escritos".
Loisy se arrepintió de esta "carta", que consideró "un monumento del sinsentido" y que lo humilló, pero que en todo caso evitó su excomunión, aunque el Santo Oficio no consideró sincera su sumisión. El 22 de mayo, el periódico Le Siècle recogía una declaración del Papa, según la cual "Loisy había querido pasar por mártir, pero yo decidí que no lo sería".

## Obra
Su primera obra la dedicó a criticar el individualismo protestante de Harnack y daba en ella una fuerte defensa del catolicismo. El libro se llamó El evangelio y la Iglesia (1902). Como él mismo comentó al barón von Hügel se trataba de una crítica mordaz:

Me siento tentado de jugarle una mala pasada a Harnack demostrando que el texto sobre el que estructura todo su sistema -la idea de Dios-padre y la conciencia filial de Jesús- no presenta mayores garantías que los textos de Juan.

En Los evangelios sinópticos −su obra más controvertida− a partir de la crítica textual racionalista y del protestantismo liberal realiza una exégesis del texto evangélico que los presenta como una creación de la Iglesia cristiana primitiva. Hace ver la intervención no poco importante de los redactores que han eliminado, completado y organizado el material disponible a partir de fuentes escritas y orales. Loisy niega la historicidad de los relatos sobre la Pasión y la Resurrección de Jesús de Nazaret y que éste tuviera intención de fundar una Iglesia. Jesús solo quiso anunciar la Buena Nueva.
Estas tesis le significaron primero la suspensión a divinis, luego la excomunión y luego la prohibición de la lectura de sus escritos.
Publicó además:
- 1890, Histoire du canon de l'Ancien Testament.
- 1891, Histoire du canon du Nouveau Testament.
- 1892-1893, Histoire critique du texte et des versions de l'Ancien Testament.
- 1898-1899, La vraie foi dans le temps présent
- 1901, Les Mythes babyloniens et les premiers chapitres de la Genèse.
- 1901, 1906, 1933, La Religion d'Israël
- 1902, L'Évangile et l'Église.
- 1903, Études bibliques.
- 1903, Autour d'un petit livre
- 1903, Le Quatrième Évangile.
- 1907-1908, Les Évangiles synoptiques.
- 1908, Simples réflexions sur le décret du Saint-Office Lamentabili sane exitu et Pascendi dominici gregis.
- 1912, Choses passées
- 1917, La Religion
- 1919 Les Mystères païens et le Mystère chrétien
- 1923, La morale humaine
- 1925 Les Actes des Apôtres
- 1933 La naissance du christianisme
- 1936 Les origines du Nouveau Testament.